# Anijsmelk

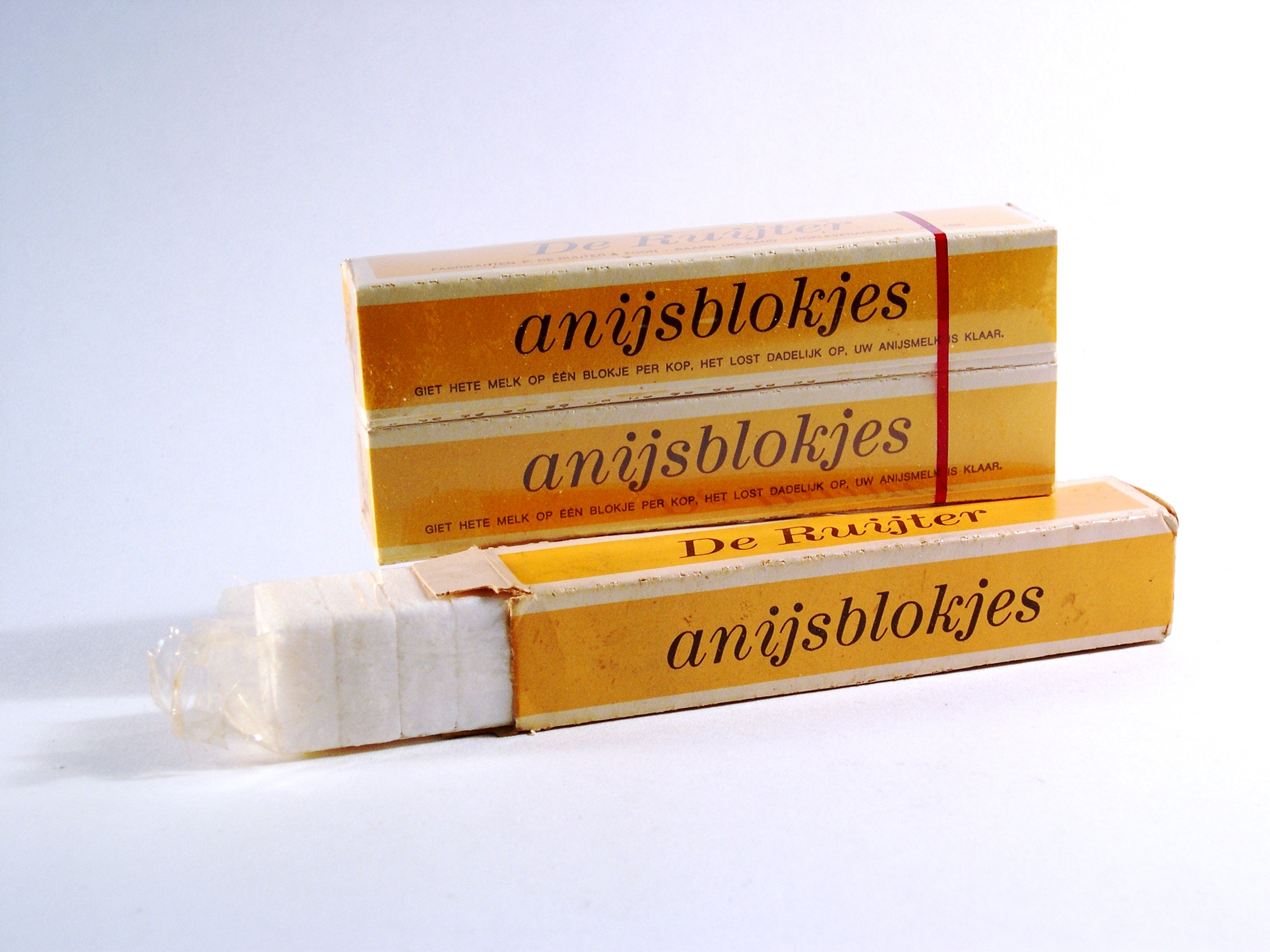
Anijsblokjes uit de nu buiten gebruik gestelde machine

Anijsmelk is warme melk die oorspronkelijk met anijszaad werd gekookt. Anijsmelk is een typisch Nederlandse drank (met name in de Noordelijke provincies) die veelal in de winter wordt gedronken. 

## Bereiding
Tegenwoordig wordt vaak gebruik gemaakt van kant en klare anijsmelkproducten gemaakt van suiker en anijsextracten. Deze worden opgelost in een beker warme melk waarmee anijsmelk ontstaat. 
Enkele voorbeelden van kant en klare anijsmelkproducten van zijn:
- Poeder in zakjes (De Ruijter)
- Tabletten (M. & P. S)

Voor de originele bereidingswijze dient men gekneusd anijszaad mee te koken in de melk. Eventueel kan naar smaak suiker worden toegevoegd.

## Trivia
- Door het drinken van anijsmelk zou de slaap worden bevorderd.
- Vroeger verkocht De Ruijter anijsblokjes ter grootte van een suikerklontje, deze zijn vanwege een niet te repareren productiemachine vervangen door zakjes poeder.[1]